# Caerostris indica
Caerostris indica là một loài nhện trong họ Araneidae.
Loài này thuộc chi Caerostris. Caerostris indica được Embrik Strand miêu tả năm 1915.